# نورمان ديلي
نورمان ديلي (بالإنجليزية: Norman Deeley)‏ هو لاعب كرة قدم بريطاني في مركز نصف الجناح، ولد في 30 نوفمبر 1933 في ونزبري ‏ في المملكة المتحدة، وتوفي بنفس المكان في 7 سبتمبر 2007. شارك مع منتخب إنجلترا لكرة القدم. أما مع النوادي، فقد لعب مع نادي ليتون أورينت ونادي ووستر سيتي ووولفرهامبتون واندررز.

## وصلات خارجية
- نورمان ديلي على موقع قاعدة بيانات كرة القدم.إي يو (الإنجليزية)
- نورمان ديلي على موقع ناشيونال فوتبول تيمز (الإنجليزية)